# ZF 8HP трансмісія
8HP — 8-ступінчаста автоматична трансмісія з гідротрансформатором (Hydraulic) і планетарними (Planetary) редукторами торгової марки ZF Friedrichshafen AG. Для моделей з повздовжнім розміщенням двигуна, спроектованих і виготовлених дочірньою компанією ZF у Саарбрюккені. Дебютувала у седані BMW 7 Серії (F01) 760Li, оснащеному двигуном V12, і з тих пір кожна нова модель BMW у всіх серіях аж до 1 Серії у версіях із заднім і повним приводом мала можливість оснащення нею.
Однією з його головних цілей є покращення економії палива автомобіля, і він може досягти 11% економії порівняно з 6-ступінчастою коробкою передач ZF і 14% порівняно з сучасною 5-ступінчастою коробкою передач. Завдяки змінам внутрішньої конструкції час зміни скорочено до 200 мілісекунди; Крім того, блок забезпечує можливість перемикання передач непослідовним способом - перехід від 8 до 2 передачі в екстремальних ситуаціях. У версії 8HP70 вона має граничний крутний момент 700 ньютоно-метрів і важить 87 кілограмів.
У майбутньому будуть доступні дві повнопривідні версії, причому версія, призначена для додатків Volkswagen Group з використанням міжосьового диференціала Torsen. Вона може охоплювати діапазон крутного моменту від 300 ньютоно-метрів до 1 000 ньютоно-метрів і буде доступний для використання в автомобілях від середнього класу до великих розкішних позашляховиків.
Chrysler Group LLC спочатку отримала 8-ступінчасту автоматичну коробку передач потужністю 8HP від заводу ZF у Саарбрюкені, Німеччина. До 2013 року, паралельно з Chrysler Group, ZF створила новий завод з виробництва трансмісій у Грей Корт, Південна Кароліна. ZF Friedrichshafen і Chrysler Group уклали угоду про постачання та ліцензію на 8HP. Chrysler Group має ліцензію на виробництво 8HP на заводі Kokomo Transmission Plant і заводі Kokomo Casting. Виробництво почалося в 2013 році. Ця трансмісія продається Chrysler під власною торговою маркою Torqueflite 8.
Продукти 2-го покоління 8HP були випущені з 2014 року. Покращення ефективності порівняно з оригінальною конструкцією включають ширший розкид передавального числа 7,8:1, зменшений крутний момент опору від елементів перемикання передач, зниження необхідного тиску масляного насоса та розширене використання систем руху накатом і старт-стоп. ZF оцінив покращення економії палива в порівнянні з комплектами 8HP 1-го покоління на 3%. Також були внесені уточнення щодо вібрації.
Продукти 8HP 3-го покоління були випущені з 2018 року. Основними вдосконаленнями є загальний розкид 8,6 і економія палива на 2,5% порівняно з 2-м поколінням. Доступно кілька варіантів максимального крутного моменту, також доступна коробка передач з м’яким гібридом і гібридом від розетки: з 15 кВт і 200 НМ, що підтримує посилення та рекуперацію в поєднанні з технологією 48 Вольт до 90 кВт і 250 Нм для використання з вищою напругою.

## Технічні характеристики

### Попередня примітка
Нижче наведено таблицю довідкових передавальних чисел, які надаються з трансмісією ZF 8HP, хоча фактичні реалізації можуть відрізнятися залежно від налаштування та специфікацій окремих виробників транспортних засобів, таких як BMW і Audi. Різниця в передавальних числах має вимірний прямий вплив на динаміку автомобіля, продуктивність, викиди відходів, а також витрату палива.

### Технічні дані
| Передавальні числа шестерень | Передавальні числа шестерень                | Передавальні числа шестерень                | Планетарна передача: зуби | Планетарна передача: зуби | Планетарна передача: зуби | Планетарна передача: зуби | Кількість | Всього     | Середнє.  |
| Модель                       | Версія Перша доставка                       | Версія Перша доставка                       | Sun 1 Ring 1              | Sun 2 Ring 2              | Sun 3 Ring 3              | Sun 4 Ring 4              | Зчеплення | Ratio Span | Gear Step |
| Передача                     | 1                                           | 2                                           | 3                         | 4                         | 5                         | 6                         | 7         | 8          | R         |
| ---------------------------- | ------------------------------------------- | ------------------------------------------- | ------------------------- | ------------------------- | ------------------------- | ------------------------- | --------- | ---------- | --------- |
|                              |                                             |                                             |                           |                           |                           |                           |           |            |           |
| 8HP 70                       | 700 Nm · 516 lb·ft 2009                     | 700 Nm · 516 lb·ft 2009                     | 48 96                     | 48 96                     | 69 111                    | 23 85                     | 2 3       | 7.0435     | 1.3216    |
| Співвідношення               | 4.6957                                      | 3.1304                                      | 2.1039                    | 1.6667                    | 1.2845                    | 1.0000                    | 0.8392    | 0.6667     | - 3.2968  |
|                              |                                             |                                             |                           |                           |                           |                           |           |            |           |
| 8HP 70                       | 700 Nm · 516 lb·ft 2011                     | 700 Nm · 516 lb·ft 2011                     | 48 96                     | 48 96                     | 69 111                    | 28 104                    | 2 3       | 7.0714     | 1.3224    |
| Співвідношення               | 4.7143                                      | 3.1429                                      | 2.1064                    | 1.6667                    | 1.2847                    | 1.0000                    | 0.8392    | 0.6667     | - 3.3168  |
|                              |                                             |                                             |                           |                           |                           |                           |           |            |           |
| 8HP 45                       | 450 Nm · 331 lb·ft 2011                     | 450 Nm · 331 lb·ft 2011                     | 48 96                     | 48 96                     | 60 96                     | 28 104                    | 2 3       | 7.0714     | 1.3224    |
| Співвідношення               | 4.7143                                      | 3.1429                                      | 2.1064                    | 1.6667                    | 1.2854                    | 1.0000                    | 0.8387    | 0.6667     | - 3.2952  |
|                              |                                             |                                             |                           |                           |                           |                           |           |            |           |
| 8HP 75 8HP 50                | 750 Nm · 553 lb·ft500 Nm · 368 lb·ft · 2014 | 750 Nm · 553 lb·ft500 Nm · 368 lb·ft · 2014 | 48 96                     | 54 96                     | 60 96                     | 24 96                     | 2 3       | 7.8125     | 1.3413    |
| Співвідношення               | 5.0000                                      | 3.2000                                      | 2.1429                    | 1.7200                    | 1.3139                    | 1.0000                    | 0.8221    | 0.6400     | - 3.4560  |
|                              |                                             |                                             |                           |                           |                           |                           |           |            |           |
| 8HP 51                       | 500 Nm · 368 lb·ft 2019                     | 500 Nm · 368 lb·ft 2019                     | 48 96                     | 54 96                     | 60 96                     | 24 102                    | 2 3       | 8.2031     | 1.3507    |
| Співвідношення               | 5.2500                                      | 3.3600                                      | 2.1724                    | 1.7200                    | 1.3161                    | 1.0000                    | 0.8221    | 0.6400     | - 3.7120  |
|                              |                                             |                                             |                           |                           |                           |                           |           |            |           |
| 8HP TBD                      | TBD 2020                                    | TBD 2020                                    | 48 96                     | 60 96                     | 60 96                     | 24 102                    | 2 3       | 8.5313     | 1.3583    |
| Співвідношення               | 5.2500                                      | 3.2308                                      | 2.1724                    | 1.7692                    | 1.3410                    | 1.0000                    | 0.8062    | 0.6154     | - 3.5692  |

## Список варіантів ZF 8HP
| Назва                                                | Макс. крутний момент бензину (Н·м) | Макс. крутний момент дизеля (Н·м) | Приклади застосування |
| ---------------------------------------------------- | ---------------------------------- | --------------------------------- | --- |
| 8HP30                                                | 300                                | 300                               | BMW Série 1 (F20 116i) |
| 8HP45 (окремий 845RE для Chrysler V6)                | 450                                | 500                               | BMW 1 серії (F20), BMW 2 серії M235i (F22), BMW 3 серії (F30), BMW 5 серії (F10/F11), BMW 6 серії (F06/F12/F13), BMW 7 серії (F01/F02), BMW X3 (F25), BMW X4 (F26), BMW X5 35i (E70), BMW X5 (F15), BMW X6 (F16), Chrysler 300 V6, Chrysler 300 C, Dodge Charger V6, Dodge Challenger V6, Dodge Durango V6 (2014-2017), RAM 1500 V6 (2013-), Jaguar XE, Lancia Thema V6, Volkswagen Amarok |
| 8HP50 (2-е покоління; окремий 850RE для Chrysler V6) | 500                                | 500                               | Alfa Romeo Giulia, Alfa Romeo Stelvio, BMW 1 серії (F20 LCI), BMW 2 серії M240i (F22), BMW 3 серії (F30 LCI), BMW 5 серії (F10/F11/G30/31), BMW 7 серії (G11) ), Dodge Charger Pursuit V6 (2021-), Dodge Durango V6 (2017-), Jeep Wrangler/Wrangler Unlimited (JL), Jeep Gladiator (JT), BMW X3 20D (G01), BMW X3 30i (G01), BMW X3 M40i (G01) |
| 8HP51 (3-е покоління)                                | 500                                | 500                               | Toyota Supra 5-го покоління (A90), BMW 3 серії (G20), BMW 2 серії (G42), Jaguar XE 20d RWD (2019-), BMW Z4 (G29) |
| 8HP55                                                | 550                                | 550                               | Audi S4/S5 (B9), Audi A4 B8 2012- Північна Америка (США) |
| 8HP70                                                | 700                                | 700                               | BMW 7 серії (F01/F02), BMW X5 50i (E70), BMW 5 серії (F10/11), BMW 3 серії (F30) 330d і 335d, Chrysler 300 V8 (2015-), Dodge Durango V8, Iveco Daily, Jaguar F-Type (V6 і V8), Jaguar XE 35t, Jeep Grand Cherokee 5,7 л 8-циліндровий код двигуна [T] EZH (2014 -), Jeep Grand Cherokee 6,4 л 8-циліндровий код двигуна [J] ESG (2014 - ), Jeep Grand Cherokee V8, Grand Cherokee EcoDiesel (2014-2016), Ram 1500 V6, V8 і дизель, Range Rover Sport (2012), Rolls-Royce Phantom, Maserati Quattroporte (2013–), Dodge Charger V8 (2015–). ), Volkswagen Amarok V6 TDI 550, Dodge Challenger V8 (2015-), Aston Martin Vanquish (2015), Aston Martin Rapide S (2015), Alpina B3 (F30/31), Alpina B4 (F32/33), Great Wall Haval H9, VW Crafter (поздовжній двигун), MAN TGE (поздовжній двигун) |
| 8HP75 (2-е покоління)                                | 750                                | 750                               | Alfa Romeo Giulia Quadrifoglio, Alfa Romeo Stelvio Quadrifoglio, Aston Martin DB11, Aston Martin V8 Vantage (2019), Alpina B5 (G30/31), BMW 5 серії (G30/G31/F90), BMW X5 M (F85), BMW X6 M (F86), BMW 7 Series (G11/12), BMW X5 (F15), BMW X3 30D (G01), RAM 1500 (2019-), RAM 2500 (2019-), Jeep Grand Cherokee EcoDiesel (2017-), Jeep Wrangler EcoDiesel (2020-), Jeep Gladiator Ecodiesel (2021-), Jeep Wrangler 392 (2021-) |
| 8HP76                                                |                                    |                                   | Alpina B7 (G11/12), BMW 3 серії M340dX (G20/21) |
| 8HP90                                                | 900                                | 1000                              | Rolls-Royce Ghost, Rolls-Royce Wraith (2013), Bentley Mulsanne, Bentley Continental GT, BMW 760i/Li (F01/F02), Dodge Challenger SRT Hellcat, Dodge Charger SRT Hellcat, Bentley Bentayga, Audi RS 6, Audi SQ7, Audi Q8 |
| 8HP95 (2-е покоління)                                | 900                                | 1000                              | Dodge Durango SRT Hellcat, Jeep Grand Cherokee SRT Trackhawk, RAM 1500 TRX, Rolls-Royce Ghost Black Badge, Rolls-Royce Wraith Black Badge, Rolls-Royce Dawn Black Badge, BMW M760i/Li, Aston Martin DBS Superleggera |

## Додатки

### Альфа Ромео
- Альфа Ромео Джулія
- Альфа Ромео Стельвіо

### Альпіна
- Альпіна D3 (F30/F31)
- Альпіна D3 (G20/G21)
- Альпіна D4 (F32/F33)
- Альпіна B3 (F30/F31)
- Альпіна B3 (G20/G21)
- Альпіна B4 (F32/F33)
- Альпіна XD3
- Альпіна XD4
- Альпіна D5 (G30/G31)
- Альпіна B5 (G30/G31)
- Альпіна В6
- Альпіна В7
- Альпіна В8
- Альпіна XB7

### Астон Мартін
- Aston Martin Vanquish 2015-2018
- Aston Martin Rapide 2014-2020
- Aston Martin Vantage (2018)
- Астон Мартін DB11
- Aston Martin DBS Superleggera[16]

### Audi
- Північноамериканська версія Audi S4
- Північноамериканська версія Audi S5
- 2011+ Audi A4 North American B8/8.5 Quattro версії[23]
- 2011+ Audi A5 Північноамериканська версія B8/8.5 Quattro
- Ауді А6
- Ауді А7
- Audi RS6[24]
- Audi RS7[25]
- Audi A8[26]
- Audi Q5 8AT версія[27]
- Audi Q7/SQ7 2017+
- 2018+ Audi Q8/SQ8/RSQ8

### Bentley
- Bentley Mulsanne (2010)
- Bentley Continental GT 2011-2018
- Bentley Flying Spur (2013) 2014-2019 рр
- Bentley Bentayga

### БМВ
- BMW 1 серії (F20)
- BMW 2 серії (F22/F23, G42) 2014+
- BMW 3 серії 2012+
- BMW 4 серії 2014+
- BMW 5 серії 2010+
- BMW 5 GT
- BMW 6 серії
- BMW 7 серії
- BMW 8 серії
- BMW X1 (перше покоління)
- BMW X3
- BMW X4
- BMW X5
- BMW X6
- BMW X7
- BMW Z4

### Chrysler
- Chrysler 300 (2012+ рік випуску)[28], V8 (2015+ рік випуску)
  - 3.6L Pentastar V6 (845RE)
  - 5,7 л HEMI V8 (8HP70)

### Додж
- Dodge Challenger (2015+ Р.В.)
  - 3.6 Pentastar V6 (845RE)
  - 5.7, 6.4 HEMI V8 (8HP70)
  - 6.2L HEMI Supercharged V8 (8HP90)
- Додж Чарджер
  - 3,6-літровий Pentastar V6, 2012+ рік випуску[29], 845RE
  - HEMI V8 (2015+ MY; 5,7 л, 6,4 л 8HP70; 6,2 л з наддувом 8HP90)
- Dodge Durango[30][31] (2014 MY+)
  - 3.6L Pentastar V6 (845RE 2014-2017, 850RE 2018-)
  - 5.7, 6.4 HEMI V8 (8HP70)
  - 6.2L HEMI Supercharged V8 (8HP95)

### Great Wall Motors
- Пао (2019–теперішній час)
- ТАНК 300 (2020–наш час)

### Haval
- H8 (2017-2018)
- H9 (2017-)

### INEOS Automotive
- Інеос Гренадер

### Iveco
- Iveco Daily 2014-on[32]

### Ягуар
- F-Тип
- F-Pace
- XE
- XF (2013-2015)
- XF (2016-)
- XFR (2013-2015)
- XFR-S (2013-2015)
- XJ (X351) 2013-2019 рр

### Джип
- Jeep Grand Cherokee (WK2) (2014 MY-2022 MY)
  - 3.6L Pentastar V6 (845RE 2014-2016, 850RE 2017-2022)
  - 3.0L EcoDiesel V6 (8HP70 2014-2016, 8HP75 2017-2021)
  - 5,7 л, 6,4 л HEMI V8 (8HP70)
  - 6.2L HEMI Supercharged V8 (8HP95)
- Jeep Grand Cherokee (WL)
  - Jeep Grand Cherokee 2022-
  - Jeep Grand Cherokee L 2021-
- Jeep Wrangler/Unlimited (JL) (2018 MY+)
  - 2.0L Hurricane (з турбонаддувом) I4 (850RE)
  - 3.6L Pentastar V6 (850RE)
  - 3.0L EcoDiesel V6 (8HP75 2020-)
  - 6.4L Hemi 392 V8 (8HP75 2021-)
- Jeep Gladiator (JT) (2020 MY+)
  - 3.6L Pentastar V6 (850RE)
  - 3.0L EcoDiesel V6 (8HP75)
- Jeep Wagoneer/Grand Wagoneer (WS) (2022 MY+)

### JMC
- JMC Vigus

### Lamborghini
- Lamborghini Urus

### Lancia
- Тема V6

### Land Rover
- Discovery 4/LR4
- Discovery (L462)
- Тільки Range Rover (L322) 2011-2012 TDV8
- Range Rover (L405)
- Range Rover (L460)
- Тільки Range Rover Sport (L320) 2012-2013 SDV6
- Range Rover Sport (L494)
- Range Rover Velar
- Defender (L663)

### MAN
- MAN TGE (2017+) (тільки поздовжнє розташування двигуна)

### Maserati
- Maserati Ghibli III
- Maserati Quattroporte [33]
- Maserati Levante

### Морган
- Plus Six
- Plus Four

### Porsche
- Cayenne (2018–сьогодні)

### Вантажівки Ram
- Ram 1500 3.6L Pentastar V6 (2013 MY+)
- Ram 1500 3.0L EcoDiesel V6 (2014 MY+)
- Ram 1500 5.7L HEMI V8 [34] [35] [36] (2013 MY+)
- Ram 2500/3500 6.4L HEMI V8 (2019 MY+)
- Ram 1500 TRX 6.2L HEMI Supercharged V8 (2021 MY+)

### Rolls-Royce
- Rolls-Royce Ghost
- Rolls-Royce Phantom VII
- Rolls-Royce Wraith (2013)
- Rolls-Royce Dawn
- Rolls-Royce Phantom VIII
- Rolls-Royce Cullinan

### Toyota
- Toyota Supra 5 покоління

### VinFast
- VinFast LUX A2.0
- VinFast LUX SA2.0

### Volkswagen
- Volkswagen Amarok[37]
- Volkswagen Crafter (2017+) (тільки поздовжнє розташування двигуна)
- Volkswagen Touareg (3 покоління)